# Военен съд (филм, 1959)
„Военен съд“ (на немски: Kriegsgericht) е западногерманска военна драма от 1959 година.

## Сюжет
По време на Втората световна война трима германски моряци са спасени от подводница, след като крайцера им е бил торпилиран и потопен от британците в Атлантическия океан. Като единствени оцелели, те се радват, че се прибират у дома и тогава започва тяхната драма. Те попадат в ръцете на фанатизиран военен адвокат, който разбира, че са напуснали кораба преди да е била издадена заповед, което се счита за дезертьорство, наказуемо със смъртна присъда. Това, че корабът вече е потъвал и комуникациите са били прекъснати за адвоката няма никакво значение...

## В ролите
- Карлхайнц Бьом като поручик Дюрен
- Кристиян Волф като сержант Стамер
- Клаус Камер като матрос Клаус Хинце
- Ханс Ниелсен като доктор Вилхелми, защитника на подсъдимите
- Шарл Рение като Шорн, председателя на военния съд
- Вернер Петерс като Бренер, обвинителя
- Карл Вери като господин Стамер
- Херберт Тиеде като Паулсен, капитана на кораба
- Райдар Мюлер-Елмау като Кох, адютанта на Бренер
- Мартин Бенрат като радиста Майерс
- Райнхард Колдехоф като сержанта
- Берта Древс като госпожа Вилмерс
- Едит Ханке като госпожица Венер
- Роберт Мейн като адмирал Зирлер

## Номинации
- Номинация за Златна палма за най-добър филм от Международния кинофестивал в Кан, Франция през 1959 година.[2]